# Sega Superstars Tennis
Sega Superstars Tennis är ett sportspel utvecklat av Sumo Digital och distribuerat av Sega år 2008. Spelet finns tillgängligt till ett antal olika spelplattformar.